# Sigvaldi Kaldalóns

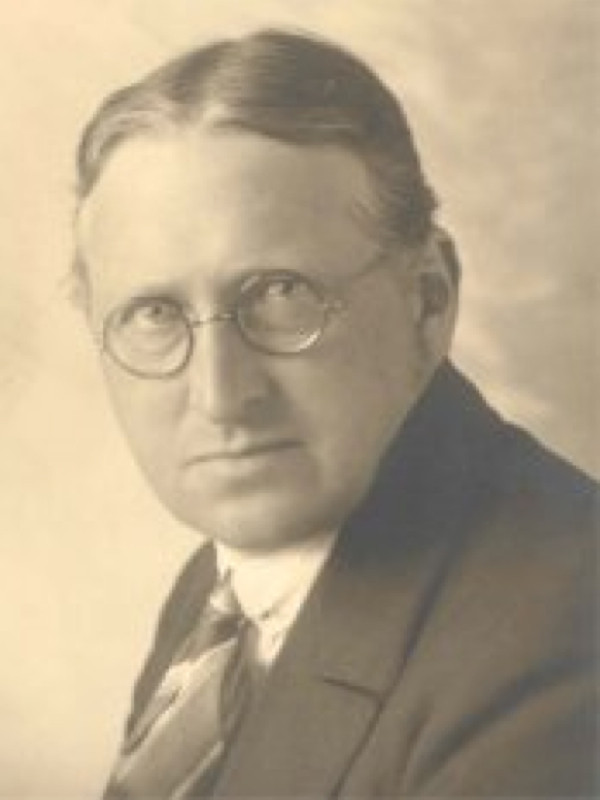
Sigvaldi Kaldalóns

Sigvaldi Kaldalóns (* 13. Januar 1881 in Reykjavík als Sigvaldi Stefánsson; † 28. Juli 1946 ebenda) war ein isländischer Komponist und Arzt.

## Leben und Werk
Sigvaldi wurde in Reykjavík als ältestes Kind eines Maurers und einer Hebamme geboren. Er hatte drei Brüder, darunter den Sänger Eggert Stefánsson, der dem isländischen Schriftsteller Halldór Laxness als Vorbild für die Hauptfigur seines Romans Das Fischkonzert diente. 1908 erwarb Sigvaldi einen Abschluss in Medizin an der damaligen medizinischen Hochschule Islands (Læknaskólinn), die 1911 in der Universität Island aufging. Er bildete sich in Kopenhagen weiter, wo er in Berührung mit europäischer Musik kam und auch seine spätere Frau, die Krankenschwester Karen Margrethe Mengel Thomsen, kennenlernte.
Nach seiner Rückkehr nach Island lebte Sigvaldi von 1910 bis 1921 mit seiner Frau auf dem Hof Ármúli in der Nähe der Bucht Kaldalón in den Westfjorden, wo er als Bezirksarzt tätig war. In dieser Zeit begann auch seine Tätigkeit als Komponist, vor allem von Liedern. Sein Bruder Eggert Stefánsson, der im Ausland eine Gesangsausbildung absolvierte, erkannte bei einem Besuch Sigvaldis Talent und ermunterte ihn, damit fortzufahren. 1913 hielten die Brüder in Ísafjörður die ersten öffentlichen Konzerte mit Liedern von Sigvaldi, der sich nun nach seiner Wohngegend Kaldalóns nannte. Dazu gehörte auch bereits das Reiterlied Á Sprengisandi nach einem Text von Grímur Thomsen, das in Island den Status eines Volkslieds erlangt hat. Weitere bekannte Lieder von Sigvaldi Kaldalóns sind Suðurnesjamenn und Ísland ögrum skorið.
Von einer Typhuserkrankung 1917 erholte er sich nie gänzlich. Sigvaldi Kaldalóns war weiter als Arzt in verschiedenen isländischen Bezirken tätig, seit 1929 in Grindavík, bis er 1945 nach Reykjavík zog, wo er 1946 starb.

## Veröffentlichungen (Auswahl)
- Söngvasafn Kaldalóns. Sigurður Þórðarson, Reykjavík 1916.
- Söngvar Kaldalóns. Reykjavík 1923–1938